# Mucurici
Mucurici est une municipalité de l'État de l'Espírito Santo au Brésil.
Sa population était estimée à 5 910 habitants en 2009 et elle s'étend sur 537,711 km2.
Elle appartient à la Microrégion de la Montanha dans la Mésorégion du Littoral Nord de l'Espírito Santo.